# ОШ „Аца Милосављевић” Чукарица
ОШ „Аца Милосављевић” једна је од основних школа у општини Чукарица. Налази се у улици Школска 7, а основана је 1870. године.

## Историјат
Школа у Рушњу почела је са радом 1870/71. године у приватној кући Степана Ружића, тада најбогатијег човека овог насеља, а звала се „Ружићев чардак”. Први школски учитељ  био је Јеврем Милорадовић. Године 1873. изграђена је прва школска зграда која је коштала 12.000 грошева, а наставу је тада похађало петнаестак ученика, док је школска библиотека имала око педесет књига.
У извештају просветног инспектора из 1880. године закључује се да је школа у Рушњу спадала у најбоље школе сеоског подручја тадашњег Врачарског среза. План градње садашње школе одобрило је Министарство просвете 18. јануара 1928. године, а нова школска зграда отворена је 1930. године.
Након завршетка Другог светског рата школа добија назив „Аца Милосављевић”, по партизанском борцу из овог краја, који је погинуо са двадесет година у борби против немачког окупатора. Школски одбор ОШ „Аца Милосављевић” донео је одлуку да од 23. маја 1961. године школа из четвороразредне прерасте у осмогодишњу. Нова школа радила је са промењивим бројем одељења, јер је Рушањ у том периоду имао око две хиљаде становника, а прираст деце био је ограничен.
Због малог броја ђака, од 1. септембра 1970. године школа је постала истурено одељење ОШ „Владимир Роловић” са Петловог брда. Због великог броја одељења у тој школи, од 1. септембра 1977. године, ОШ „Аца Милосављевић” егзистира као истурено одељење ОШ „Јосиф Панчић” са Бановог брда. Од 1. септембра 1985. године школа постаје самостална и задржава свој ранији назив, „Аца Милосављевић”. Настава се одвија у две зграде, а стара представља посебну културно-историјску вредност и најстарији је објекат у Рушњу и околини.